# Máy tính cơ động

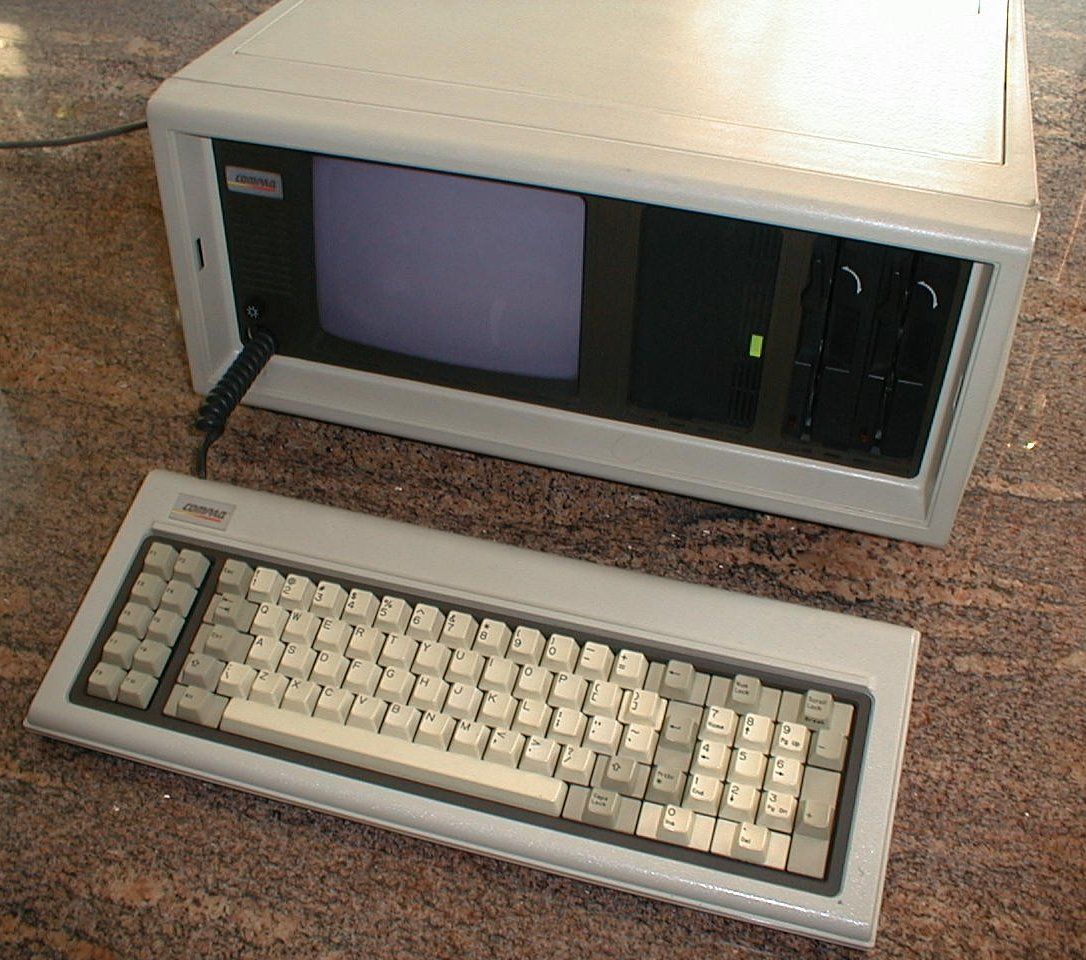
The Compaq Portable, one of the first IBM PC compatible systems

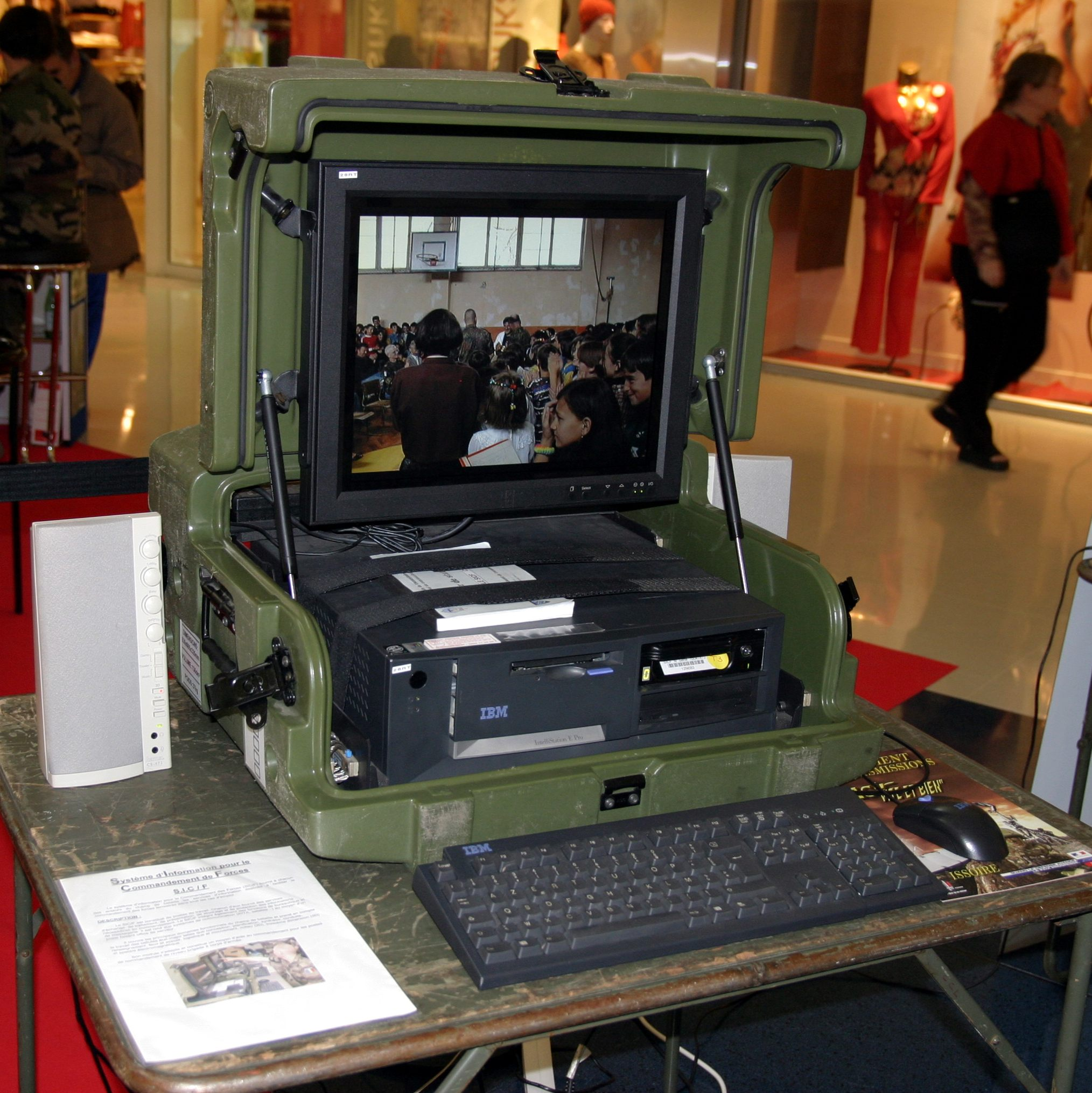
A military-type mobile computer housed in a reinforced case

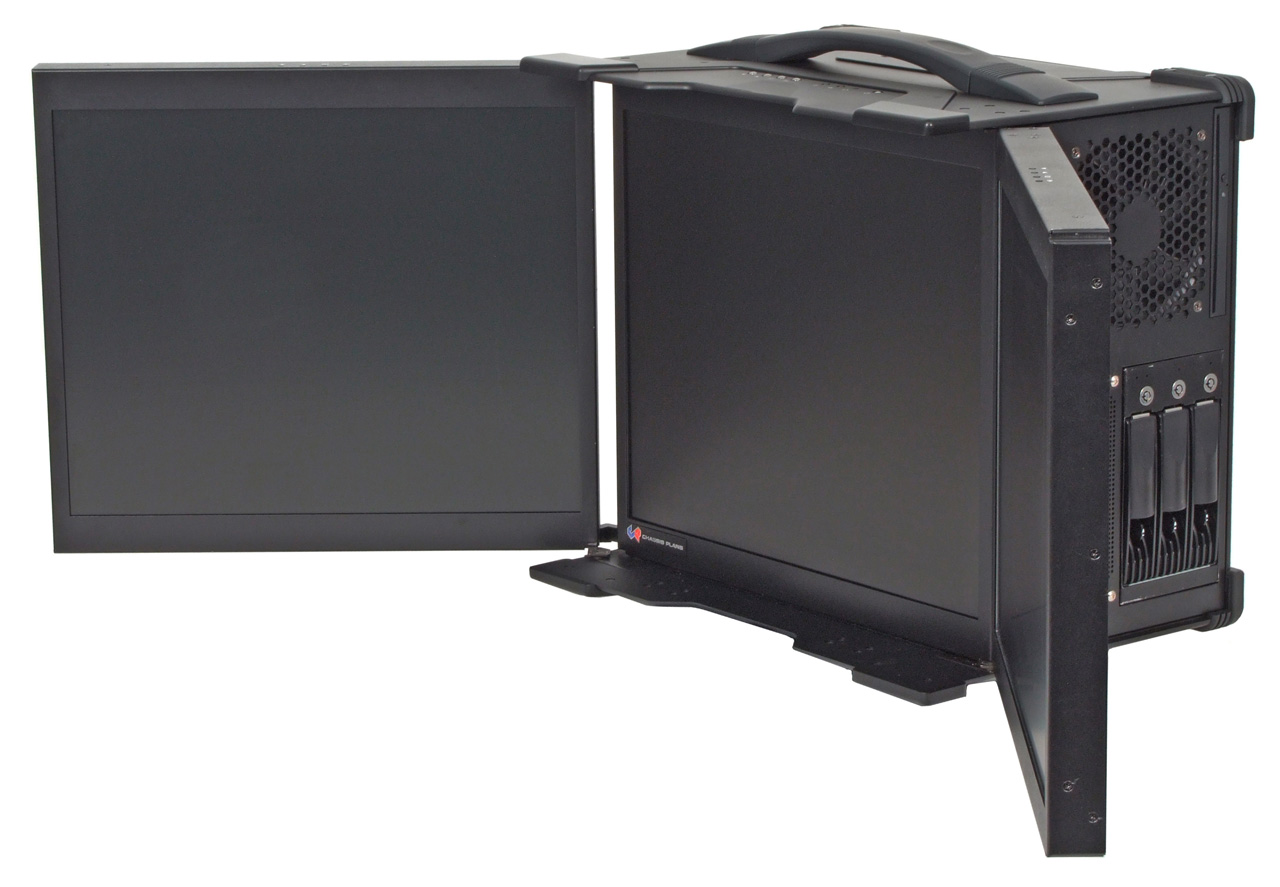
A portable computer with three LCD screens

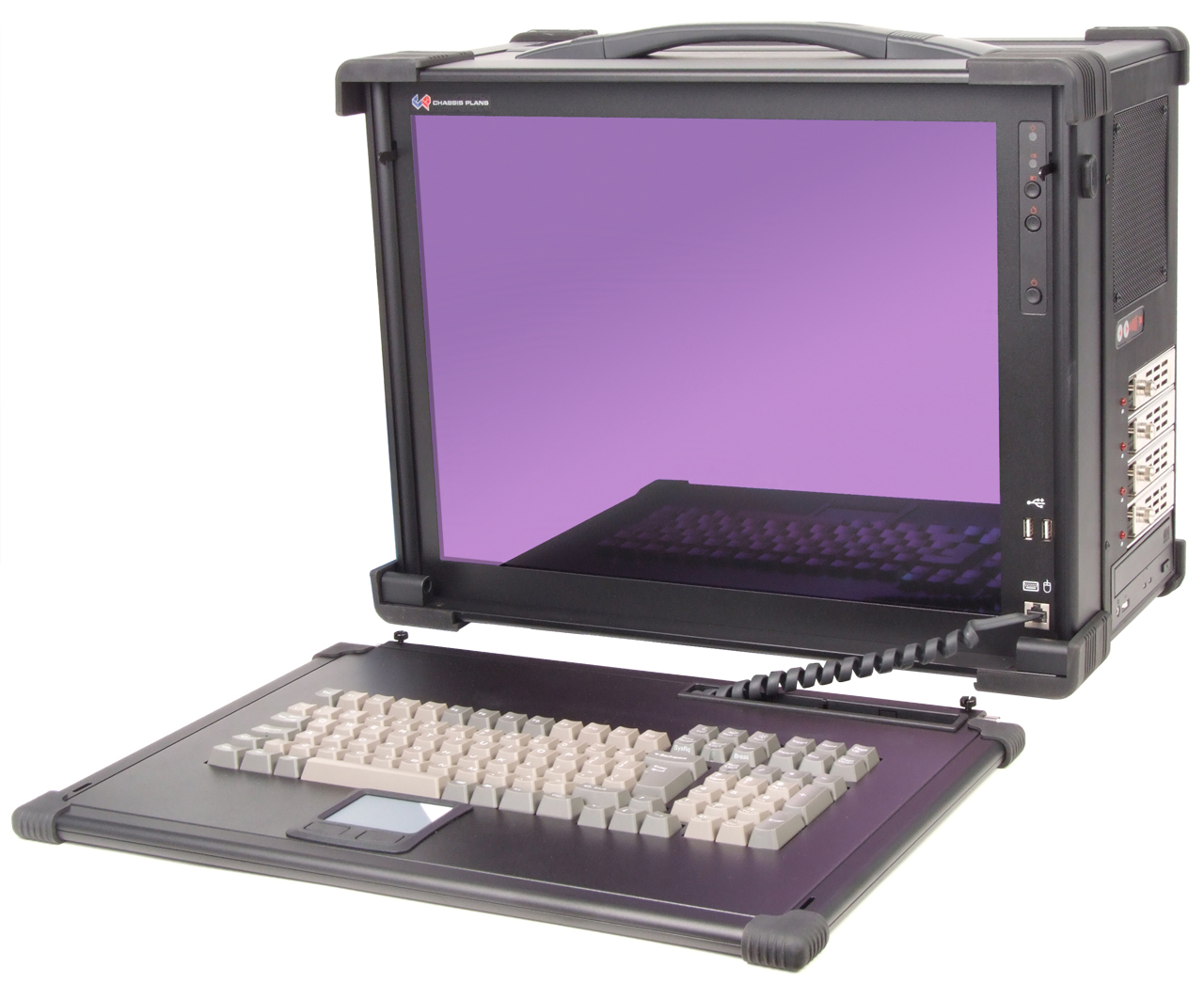
A portable computer with one 20.1-inch LCD screen, EATX motherboard

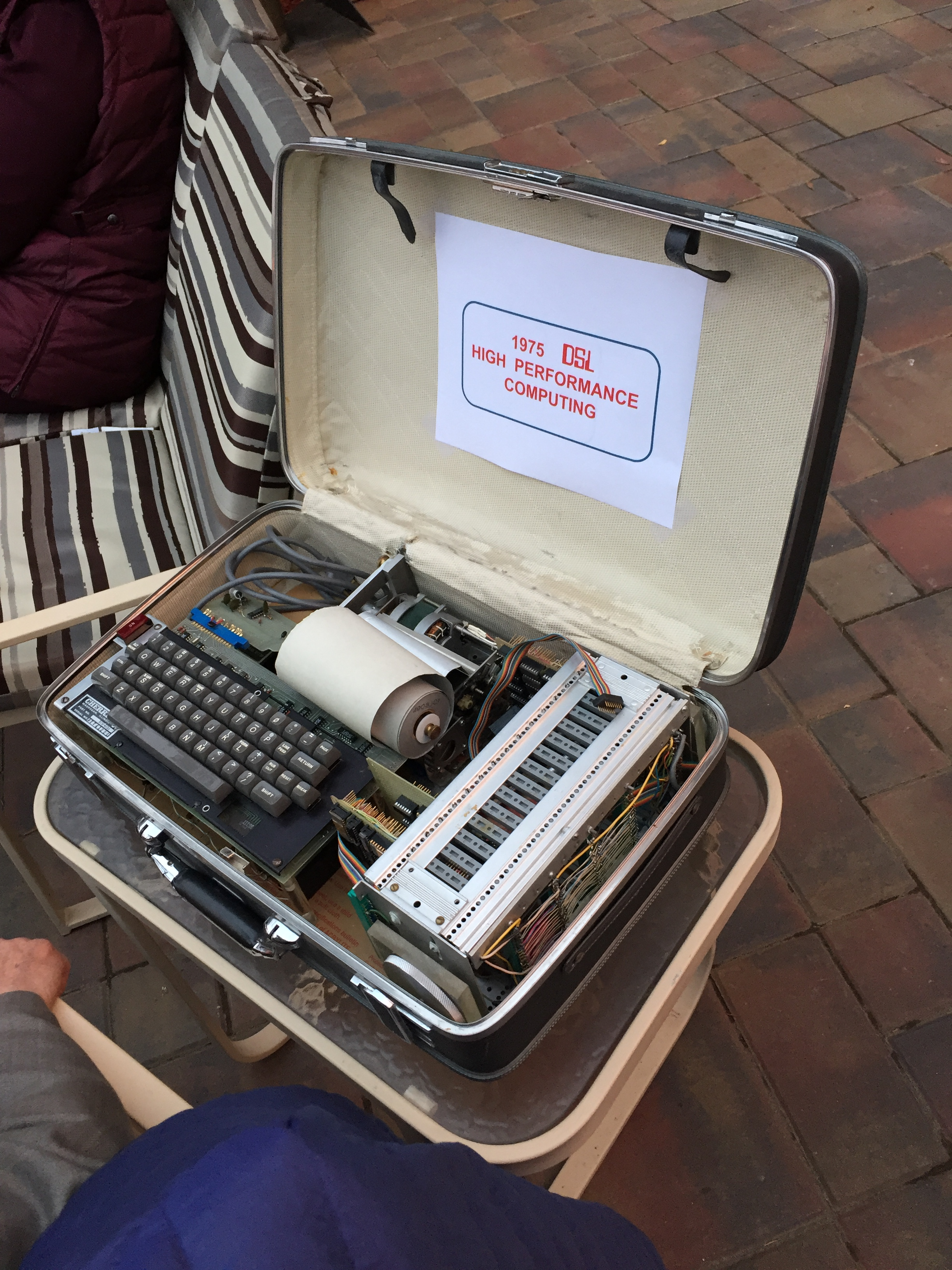
The MIT Suitcase Computer, MIT Digital Systems Laboratory, 1975

Máy tính cơ động (Tiếng anh là portable computer) là một máy tính được thiết kế để dễ dàng di chuyển từ nơi này sang nơi khác, trái ngược với những máy tính được thiết kế để cố định tại một vị trí như máy tính để bàn và máy trạm. Những máy tính này thường bao gồm màn hình và bàn phím được kết nối trực tiếp với vỏ máy chính, tất cả đều dùng chung một ổ cắm điện, giống như máy tính để bàn sau này được gọi là máy tính All-in-one (AIO), tích hợp các thành phần bên trong của hệ thống vào cùng một vỏ máy với màn hình.  Trong cách sử dụng hiện đại, máy tính cơ động thường dùng để chỉ một máy tính cá nhân rất nhẹ và nhỏ gọn như laptop, subnotebook hay handheld PC, trong khi các thiết bị cầm tay ("palmtop") có màn hình cảm ứng như tablet, phablet và smartphone được gọi là thiết bị di động.
Máy tính cơ động thương mại đầu tiên có thể là MCM/70 nặng 20 pound (9,1 kg), ra mắt năm 1974. Các máy tính xách tay lớn tiếp theo là IBM 5100 nặng 50 pound (23 kg) IBM 5100 (1975), Osborne 1 nặng 24 pound (11 kg) dựa trên CP/M của Osborne (1981) và Compaq Portable nặng 28 pound (13 kg),  được quảng cáo là tương thích 100% với IBM PC, Compaq Portable (1983). Những máy tính luggable này vẫn yêu cầu kết nối liên tục với nguồn điện bên ngoài;hạn chế này sau đó đã được khắc phục bởi laptop. Tiếp theo là laptop với các mẫu nhẹ hơn như netbook, vì vậy vào những năm 2000, các thiết bị di động và đến năm 2007, điện thoại thông minh đã khiến thuật ngữ "Cơ động" trở nên khá vô nghĩa. Những năm 2010 đã giới thiệu các máy tính đeo được như đồng hồ thông minh.
Portable computer, theo định nghĩa hẹp hơn, khác với máy tính để bàn thay thế ở chỗ chúng thường được chế tạo từ các linh kiện máy tính để bàn có thông số kỹ thuật đầy đủ và thường không tích hợp các tính năng thường thấy ở laptops hay thiết bị di động. Trong trường hợp này, portable rái ngược với laptop hoặcc các thiết bị điện toán di động, có bo mạch chủ hoặc bảng mạch in tiêu chuẩn, cung cấp các khe cắm thẻ bổ sung. Điều này cho phép cài đặt các thẻ chuyên dụng như thẻ kiểm tra, A/D hoặc giao thức truyền thông (IEEE-488, 1553). Portable computer cũng cung cấp dung lượng lưu trữ lớn hơn bằng cách sử dụng ổ đĩa tiêu chuẩn và hỗ trợ nhiều ổ đĩa.